# ولاية إليزي
ولاية إليزي (باللغة الأمازيغية: ILIZI)، ولاية جزائرية صحراوية تقع في جنوب شرق البلاد وتبعد عن عاصمة البلاد بـ 1758 كم. مساحتها 284618 كلم2 أي ما يعادل 11% من مساحة الجزائر. يحد الولاية من الشرق تونس (بطول حدود يبلغ 25 كم) وليبيا (950 كم)، ومن الشمال ولاية ورقلة ومن الغرب ولاية تمنراست ومن الجنوب ولاية جانت.
أقرب البلديات لمقر الولاية هي بلدية إن أميناس على بعد 239 كم وأبعدها بلدية عمر إدريس على بعد 720 كم. أما أقرب مقار الولاية المحاذية فهي ورقلة على بعد 1050 كم.
تمتلك ولاية إليزي موروثا ماديا وثقافيا يعتبر ثروة طبيعية وحضارية هو الحديقة الوطنية للطاسيلي التي تتواجد بالمنطقة بمساحة تقدر بـ80000 كلم²، والحديقة تتواجد في منطقة مناخية صحراوية على ارتفاع يتراوح بين 1400 م و 2000 م يوفر الظروف المناخية المفضلة. وهي مسجلة في قائمة التراث العالمي في اليونيسكو.

## الموقع الجغرافي
تفع ولاية إليزي في أقصى الجنوب الشرقي للجزائر محتلة مساحة قدرها 9/1 تسع مساحة البلاد يحدها من الشمال ولاية ورقلة الجزائرية ومن الغرب ولاية تمنراست ومن الشرق غات والعوينات وشعبية نالوت الليبية ومن الجنوب إقليم أغاديز في النيجر طول الحدود 2600كم أما موقعها الفلكي فهو بين دائرتي عرض 26,15 و30,32 درجة شمالا خط الاستواء وبين خطي طول 5,40 و 9,58 درجة شرق خط غرينتش وهذا الموقع الفلكي أثر في جركة التيارات الهوائية وتوزيع المناخ والمناطق الحرارية في الولاية كما سيأتي بعد في المناخ.
تبعد عاصمة الولاية مدينة إليزي 2000 كم عن العاصمة الجزائر و1050 عن ورقلة 720 عن برج عمر إدريس و 293 عن عين أمناس و412 عن جانت بها 3 دوائر و6 بلديات رسمت لولاية إثر التقسيم الإداري 1984 م يبلغ عدد سكانها 49000 نسمة موزعة على توزيع سكاني غير عادل بالمناطق الجنوبية أكبر تعداد سكاني منه في الشمال تمتد هضبة التاسيلي ناجر به جنوبا تتخلله أودية وادي إيليزي وإميهروا وجانت وغيرها
وتعد منطقة التاسيلي والحظيرة الوطنية للتاسيلي مركزا فريدا ما دعى اليونيسكوا لتصنيفها كتراث عالمي عام 1982 يحوي على رسومات الإنسان البدائي عمر بعضها 8000 سنة أما المناطق الشمالية حمادة تنغرت والعرق الشرقي الكبير وبه يتدفق حوض غدامس النفطي 56 طن سنويا وتستورد هذا النفط من الجزائر وأما المناطق الوسطى فهي رعوية ومساحة شاسعة من الصحراء والكثبان والجبال ومرتفعات الأحجار.

## التسمية
اسم إليزي كلمة أمازيغية معناها السياج أو الممر.

## الجغرافيا

### الموقع الجغرافي
تقع ولاية إليزي في أقصى الجنوب الشرقي للبلاد، ويحدها كل من:
- شمالا: ولاية ورقلة.
- الشمال الشرقي: دولة تونس.
- جنوبا: ولاية تمنراست ودولة النيجر.
- شرقا: دولة ليبيا.
- غربا: ولاية تمنراست وولاية ورقلة.

### التضاريس
لولاية إيليزي سلسلة تضاريسية ممتدة عبر جبال الطاسيلي ناجر جنوبا وحمادة التنغرت شمالا تنهمر من خلا لها أودية وسيول تتدفق أغلبها شمال الهضبة. تبلغ مساحتها الإجمالية حوالي 284618 كلم مربع وهي كتلة هضابية من الكثبان والهضاب تبلغ أعلى قمة بها حوالي ال 1559م.

### المناخ
مناخ الولاية صحراوي جاف يتأثر عموما بالتيارات الهوائية القادمة من الشمال شتاءا وبتيارات المناطق الاستوائية الحارة صيفا في السنة فصلين متباينين فصل الصيف أكثر شهور السنة وفصل الشتاء من شهر كانون الأول حتى شباط وأما تساقط الأمطار فهو ضعيف وموسمي بشكل دائم صيفا حيث تهب التيارات الجوية محملة بكميات تساقط معتبرة حيث ينتفع بها الإنسان قبل الزرع درجات الحرارة معتبرة حيث تسجل 2 درجة فقط في كانون الثاني و32 درجة كأقصى حد سنة 2010 في شهر شباط و 8 سنة 1994 وأما صيفا فهي 40 و 48 درجة كأقصى حد ونشير أخيرا أن توزع الكثبان في الولاية أثر على المناخ حيث تعتبر الصحراء في الغالب طاردة للمنخفضات الجوية عموما.

## التاريخ
لولاية إيليزي تاريخ متجدر عبر العصور والأجيال

### عهد ماقبل التاريخ
تمتد الفترة نذ ظهور الإنسان إلى ظهور الكتابة لما للمنطقة من واسطة تاريخية في هذا حيث تعد مرجع تاريخي برسوماتها التاريخية لمختلف الأحفاب الحجرية منذ ظهور الزرافة والأيل ومن ثم الجمل آخر العصور التي شهدها إنسان المنطقة ومن صيد الغزال إلى رعي البقر إلى امتطاء البيداء زخارف في حياة الإنسان إنسان المنطقة وعبر العصور.

### عهد إهن ملن
شكلت قبائل الإهن ملن محور سيطرة الإنسان على حياة القبائل في عهد التجارة والحرب وإمتدت الفترة من ما قبل القرن ال11 م

### عهد إمنان
فتحت سخاء الأسواق التجارية الطريق أمام دعوة الإسلام مطلع القرن ال11م إلى المنطقة فتشكل صراع على فلول الصحراء مركزه المذاهب الدينية وطرق الصوفية كالتيجانية والقادرية والسنوسية والشاذلية والرحمونية وغيرها الكثير ورغبة الطوارق في اكتساح أسواق تمبكتوا حيث سيطر إمنان على الحكم وأصبح اتباع النسب في الملك لأب هذه الفترة وتواصلت حتى القرن 16م

### عهد أوراغن
أدى التذمر من إمنان لشق الساحة من مترمدي «أوراغن» الذين حولوا الحكم لأم كما كان قبل وإمتد الصراع حتى القرن العشرين 20 م.

### عهد الاحتلال الفرنسي
من القرن العشرين إلى منتصف القرن الماضي حيث سقطت إيليزي في يد الاحتلال الفرنسي 60 سنة أولها احتلال جانت في 1909 و«إهرير» 1911.

## التقسيم الإداري
تنقسم الولاية إلى 3 دوائر و6 بلديات

### الدوائر
- دائرة إليزي
- دائرة عين أميناس

### البلديات
- إليزي
- عين أميناس
- برج عمر إدريس
- دبداب

## السكان
تتركز غالبية السكان في مدينة (جانت) الحدودية. في الولاية ثلاث مدن هي إليزي (عاصمة الولاية) وعين أميناس والمقاطعة الإدارية جانت وبعض الدوائر الصغرى تتميز بطيبة سكانه وجمال البلاد التي تحتوي على الجبال وكرمهم للضيف ويعتبر سكانها من من بني حسان.

### الهرم السكاني
| ذكور  | فئة عمرية     | إناث  |
| ----- | ------------- | ----- |
| 60    | 85 سنة وأكثر  | 55    |
| 80    | 80 إلى 84 سنة | 55    |
| 160   | 75 إلى 79 سنة | 93    |
| 227   | 70 إلى 74 سنة | 132   |
| 336   | 65 إلى 69 سنة | 212   |
| 395   | 60 إلى 64 سنة | 282   |
| 507   | 55 إلى 59 سنة | 385   |
| 761   | 50 إلى 54سنة  | 555   |
| 1٬223 | 45 إلى 49 سنة | 860   |
| 1٬609 | 40 إلى 44 سنة | 1٬114 |
| 2٬021 | 35 إلى 39 سنة | 1٬456 |
| 2٬261 | 30 إلى 34 سنة | 2٬030 |
| 2٬860 | 25 إلى 29 سنة | 2٬490 |
| 2٬878 | 20 إلى 24 سنة | 2٬556 |
| 2٬885 | 15 إلى 19 سنة | 2٬455 |
| 2٬786 | 10 إلى 14 سنة | 2٬670 |
| 3٬179 | 5 إلى 9 سنوات | 2٬997 |
| 3٬929 | 0 إلى 4 سنوات | 3٬634 |
| 88    | غير معروف     | 56    |

## الزوايا
- «الزاوية التيجانية» بإليزي.[4]
- «الزاوية القادرية» بجانت.[5]
- «الزاوية السنوسية» بجانت[6] · .[7]
- «زاوية سيدي موسى» ببرج عمر إدريس[8] · .[9]

## التعليم الجامعي
على مستوى ولاية إيليزي يتواجد المركز الجامعي المقاوم الشيخ آمود بن مختار - هذا المركز يضم 5 معاهد
1. معهد العلوم الاقتصادية والتجارية وعلوم التسيير
2. معهد الحقوق
3. معهد العلوم
4. معلوم العلوم الانسانية والاجتماعية
5. معهد الآداب واللغات

المركز الجامعي يضم أكثر من 2000 طالب و58 أستاذ من كل التخصصات
كما يضم المركز مخبر بحث ، ويصدر عنه 5 مجلات منها إثنتين مصنفة C
للمزيد من المعلومات يمكن زيارة الموقع الالكتروني للمركز http://www.cuillizi.dz/
- المركز الجامعي إليزي

## الاقتصاد

### الصناعة
تعد الصناعة من أهم المقومات الاقتصادية في أي بؤرة ولكن تفتقر ولاية إيليزي للمصانع بمختلف أهدافها حيث تبدو الولاية وكأنها بؤرة سياحية وفقط متناسية الصناعة التي هي لبنة وأساس كل اقتصاد تنتشر في الولاية عدة صناعات تحويلية وإستخراجية ومعاشية وتجارية منها صناعة تقليدية وصناعة حديثة
صناعة الحلي التقليدية: وهي وليدة الصنعة والابتكار والحاجة الماسة للإنسان تعد قديمة ومتواجدة بشكل رسمي في حياة الطوارق حيث يصنع الحرفيين الجلود من دباغتها وتشكيل الفرب والخيم والمتارس المختلفة إلى نسجها وصناعة الأحذية المختلفة ونجد صناعة النسيج من تشكيل الصوف وخرزه ومن صناعة الحلي التقليدية حلي النسوة والزينة في السلم والحرب والسيوف والرماح وكل ما يحتاجه الإنسان بحياته
وأما الصناعة الحديثة فهي متركزة في الشمال حيث تنشط في استخراج النفط والغاز الطبيعي وتمييعه والبترول وتكريره واستخراج الخام وبيعه في السوق العالمية بسعر الذهب وذر أرباح تعود بالنفع على اقتصاد البلد ككل.

## المنشآت الاقتصادية

### شبكة الطرق

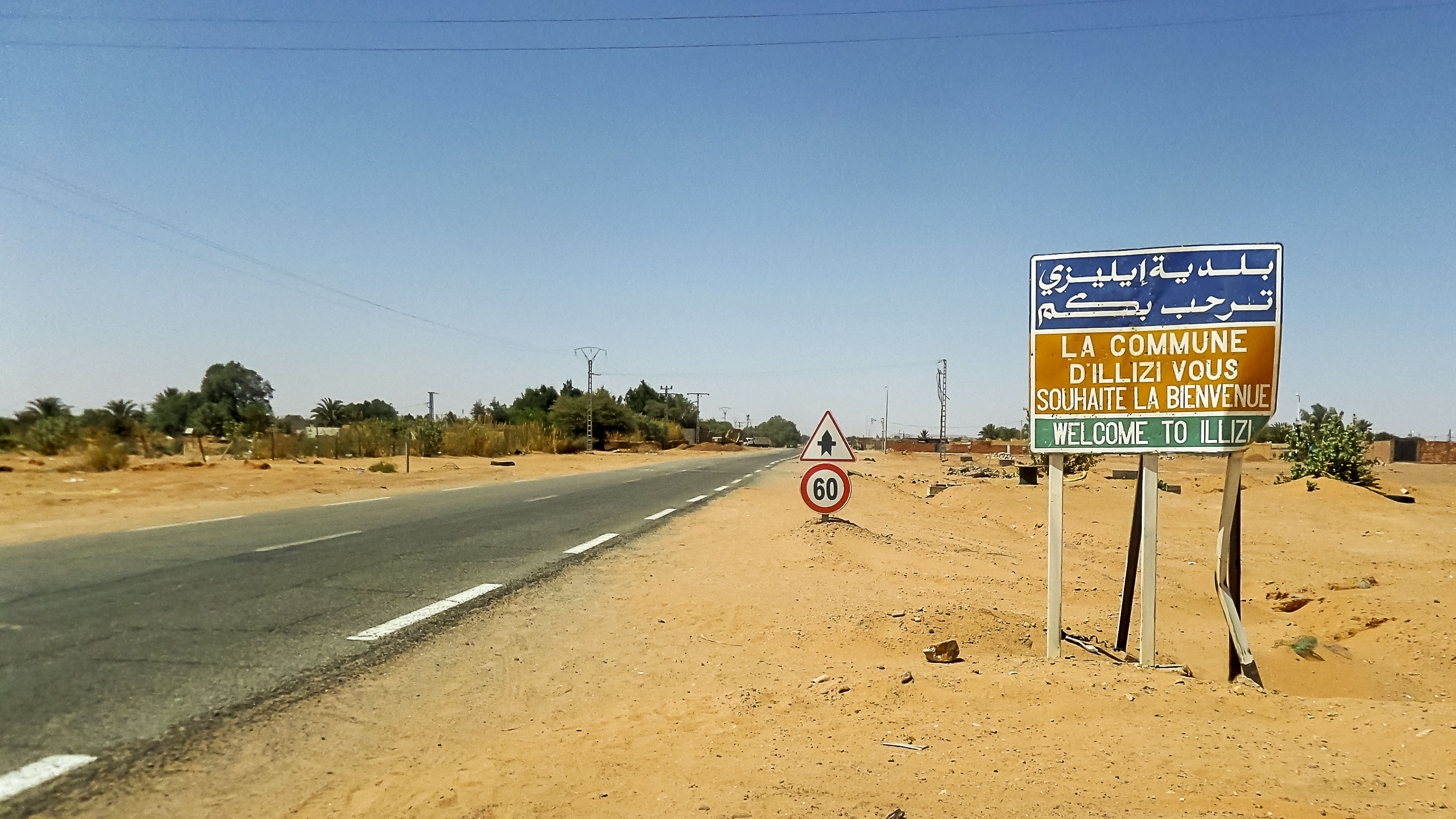
مدخل إليزي

تمتلك الولاية في مجال المنشآت القاعدية شبكة هامة من الطرق يبلغ طولها 3043 كلم، إضافــة إلى ثلاثة مطارات فاعلة،
وتتشكل شبكة الطرقات من 1902 من الطرق الوطنية منها 1465 معبدة ومن هذه الأخيرة هناك 35 بالمائة في حالــــــة جيدة، و33 بالمائة في حالــــة متوسطة في حين توجد 32 بالمائة متدهورة (وقد ساهم في تدهورها الأمطـــار الطوفانية التـــــي اجتاحت الولاية في سنتي 2005 و2006 وبالأخص على مستوى الطريق الوطني الرابط بين إيليزي وجانت)، أمـــــــــا فيما يخص الطرق الولائية فتبلغ 904 كلم، وبالنسبة للطرق البلدية فتوجد على مستوى الولاية 237 كلم.
ولعـل من أهم خصائص هذه الشبكة هو أن حركة المرور بها ضئيلة إلا أن أغلب سالكيها من الوزن الثقيل أي شاحنات ومقطورات، حيث تمثل 60 بالمائة من مستعملي هذه الشبكة.
وتسمح هذه الشبكة بفك العــزلة والوصــــول إلى المناطق الحدودية، إضافة إلى تقديم وتوفير خدمة لقطبي الاقتصاد الوطني (القطاع البترولي والقطاع السياحي)، أما فيما يخص هياكل الملاحة الجوية فيوجد بالولاية ثلاثة مطارات مطاران دوليان بكل من إن أمناس وجانت، ومطار واحد وطني بإيليزي

### القطاع الصحي
المؤسسات الصحية وتتمثل في مؤسستين استشفائيتين بكل من جانت وإيليزي وقدرة استيعابهما هي 120 سرير تقني و 176 سرير منظم، وكذا المؤسسات العمومية للصحة الجوارية بكل من إيليــزي وإن أمناس وجانت والدبداب، كما توجد 6 عيادات متعددة الخدمات و33 قاعة علاج و06 مصالح ولادة ووحدتي سكانيــــر ومــركز ولائي لحقن الدم وآخر خاص بالمراقبة الصحية بالحـــــدود ومحطــــة علم الأوبئة ودار لمرضى السكري ومركز للكشف التطوعي.

### التربية
تتوفر الولاية على 49 مدرسة ابتدائية، 11 إكمالية و 06 ثانويات. 04 مراكز التكوين المهني والإداري و02 (ملحقتين) للتكوين المهني.

## السياحة

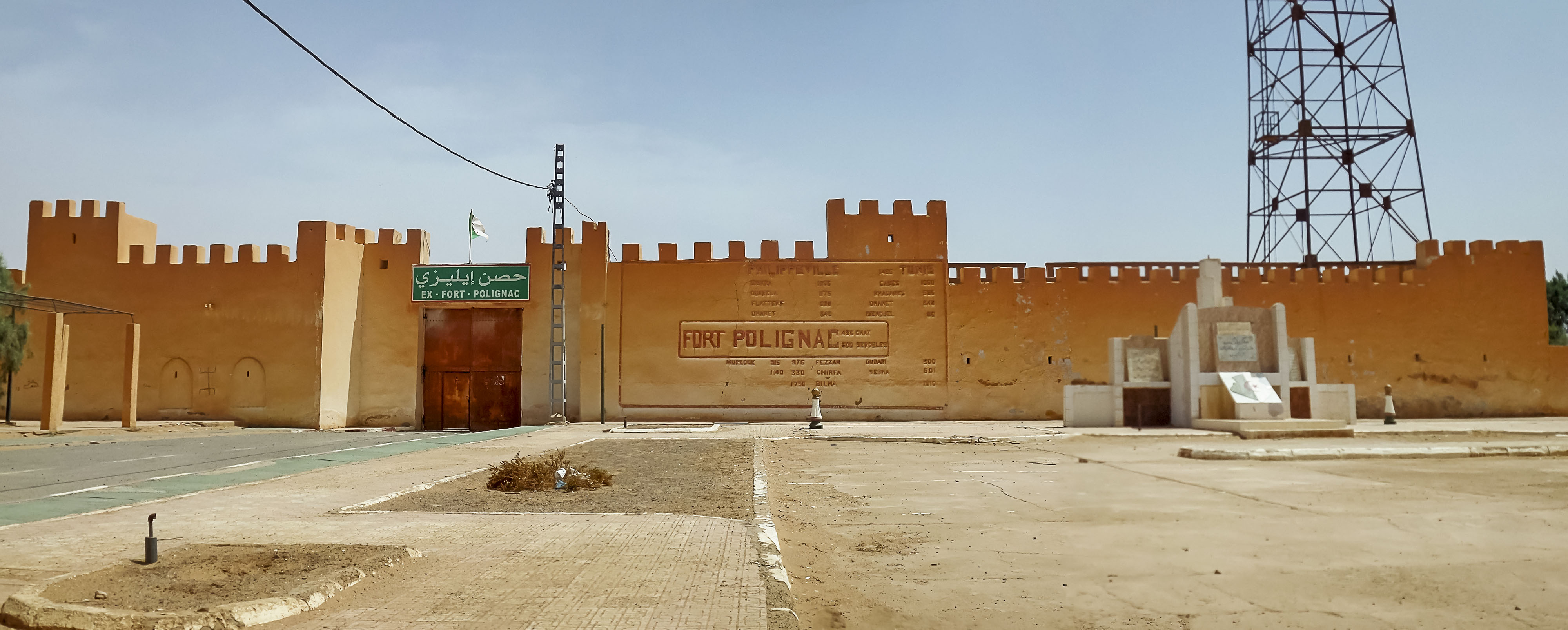
حصن اليزي

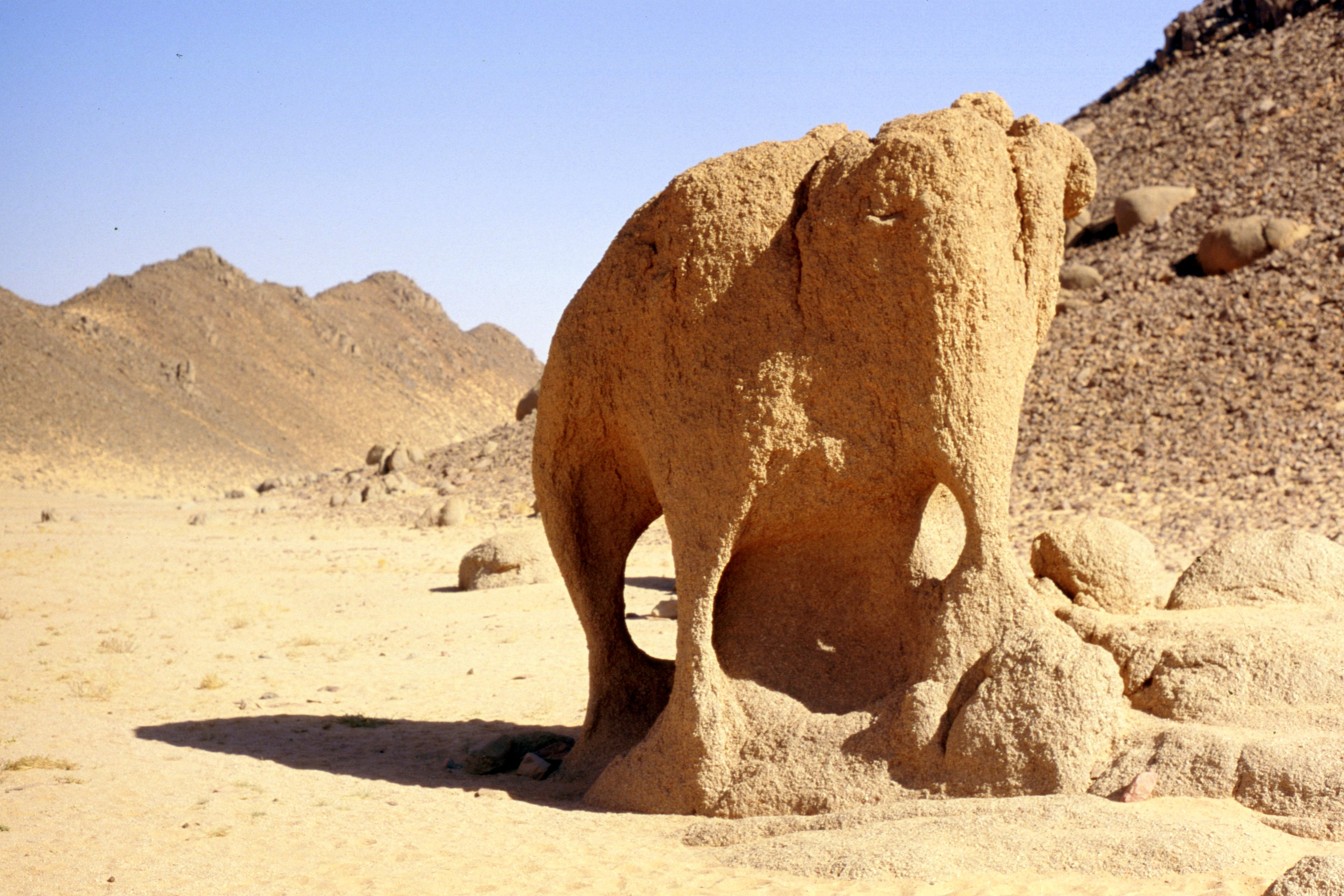
صخرة الفيل

مدينة جانت الواقعة في إليزي بها مناظر غروب الشمس جميلة، وفيها جبال الهقار التي توجد بها رسومات من العصر ما قبل التاريخ أشهرها «البقرة الباكية»  وهي عبارة عن نقش على الصخرة العملاقة الواقعة بوادي تيغرغرت بمدينة جانت. عروس التاسيلي جبل صخري متوسط الحجم رسمت عليه بقرة باكية والمعنى المحدد من هذه الرسمة غير معلوم. في هذه المدينة رموز نادرة تعود إلى نحو خمسة آلاف سنة، وهذه المنطقة مزيج بين الصحراء والجبال الصخرية وهي براكين خامدة.
وتزخر ولاية إيليزي بقـــــدرات سياحية كبيرة نتيجة تعدد مناظرها (كثبان رملية في الشمال، منطقة مركزية لحمادات والطاسيلي جنوبا) وفولكلورها المحلي ونشاطاتها ذات الطابع الثقافي (الثقافة التارقية) ومواقعها ومعالمها وصناعاتها التقليدية التارقية. تزخر بلديتي جانت وبرج الحواس بالحظيرة الوطنية للطاسيلي المصنفة كتراث عالمي. تمتلك ولاية إليزي موروثا ماديا وثقافيا يعتبر ثروة طبيعية وحضارية هو الحديقة الوطنية للطاسيلي التي تتواجد بالمنطقة بمساحة تقدر بـ 80000 كلم²، والحديقة تتواجد في منطقة ذات مناخ صحراوي على ارتفـــاع يتراوح بين 1400 م و2200 م يوفر الظروف المناخية المفضلــــــــــة وهي مسجلة في قائمة التراث العالمي اليونيسكو (منظمة هيئة الأمم المتحدة للتربية والعلوم والثقافة) منذ سنة 1982

### أهم المعالم السياحية

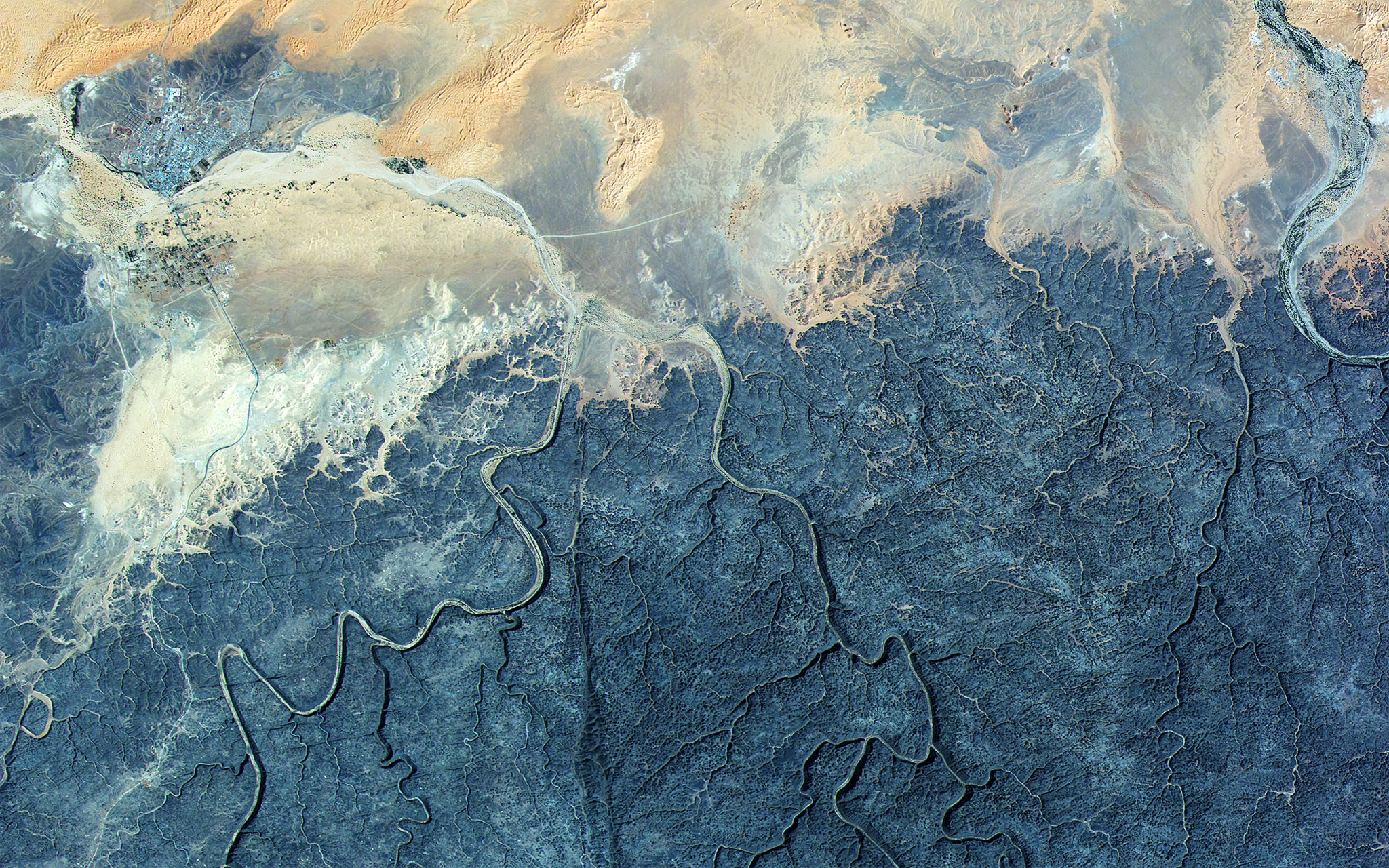
رسوم حجرية في إيليزي

- وادي اهرير الــذي صنف كمنطقة رطبة ذات أهمية عالمية ضمن قائمة الاتفاقية العالمية الخاصة بالمناطق الرطبة (رام سار) وذلك في شهر فيفـــري 2001. لكونها رسوم حجرية في إيليزيتضـــم مجموعة من البرك المائية وبها أنواع عديدة من الأسماك والنباتات المائية كما تشكل محطة للطيور المهاجرة.
- محطات عديـــدة للفــــن الصخـــــري فـــــي كـــــل من هضبتـــــي تاجلاهين وتاسريرت وتاست.
- مواقع أثرية بمنطقة تين كنا شـــرق مدينــــة إيليزي حيث وجدت به أدوات مصنوعة من الحصى المشظاة (السهام) يفـــوق عمرهــــا المليوني سنة (حضارة الحصى المشظاة أو «الأولدوانية» مهد الحضارات).
- بقايا لأدوات ترجع للعصر الحجري القديم الأسفل (بين 10.000 ومليون سنة) في كل من عرق بورهرات وجبل إليغن وبمحاذاة عرق تيهوداين.
- موقع وادي جارات الذي يضم أكثر من 5000 نقش صخري ترجع أغلبها إلــى العصر الحجري الحديث.
- محطات للفن الصخري في كل من فضنون، تانجت، إفدانيون، تماجرت وتيغمار.
- المعالم الجنائزية (أشكال وأنواع هندسية للقبور) بمختلف أشكالها بمنطقة فضنون.
- قصور زلواز، الميهان وأجاهيل بجانت

### التراث اللامادي
الرقص التقليدي
منطقة إيليزي غنية بالتراث اللامادي والذي يتجسد في مختلف التعبيرات الثقافية أهمها السبيبا، إمزاد، تهمات، تندي.......

### الصناعات التقليدية
تتميز بالغنى وهي متوارثة بين الأجيال، المادة الأولية هي الجلود، السعف والحطب.

## نواب ولاية إليزي في المجلس الشعبي الوطني
يبلغ عدد النواب في المجلس الشعبي الوطني عن ولاية إليزي 5 نواب خلال الدورة التشريعية 2017م-2022م التي انطلقت بعد 4 ماي 2017م.
التوزع الجنسي لنواب البرلمان عن ولاية إليزي (2017م-2022م)
يتوزع نواب البرلمان عن ولاية إليزي في الدورة التشريعية 2017م-2022م وفق الجنس حسب النسب التالية:
1. النواب النساء: 0 (00.00 %).
2. النواب الرجال: 5 (100.00 %).

### التوزيع الحزبي
الانتماء الحزبي لنواب البرلمان عن ولاية إليزي (2017م-2022م)
يتوزع نواب البرلمان عن ولاية إليزي في الدورة التشريعية 2017م-2022م حسب عدة قوائم حزبية:
1. تجمع أمل الجزائر: 1 نائب (20.00 %).
2. التجمع الوطني الديمقراطي: 1 نائب (20.00 %).
3. جبهة التحرير الوطني: 1 نائب (20.00 %).
4. الجبهة الوطنية للحريات: 1 نائب (20.00 %).
5. جبهة المستقبل: 1 نائب (20.00 %).

## وصلات خارجية
- الموقع الرسمي لولاية إليزي
- مديرية التربية لولاية إليزي
- مديرية التجارة لولاية إليزي
- خبار بلادي.. الجزائر.. ولاية إليزي
- إذاعة إيليزي الجهوية: البث الحي.